# Дом горного начальника
Дом горного начальника (ранее также именовалось как Здание Олонецкого губернского Совета рабочих, крестьянских и солдатских депутатов) — старейшее деревянное здание Петрозаводска и одно из первых горнозаводских учреждений России, построенное в стиле классицизма в 1770-х годах.

## История
Здание на бывшей Английской улице (ныне улица Фридриха Энгельса) в Петрозаводске было возведено во второй половине XVIII века для директора Александровского завода и управляющего Олонецким горным округом Чарльза Гаскойна на месте существовавшего в 1774—1776 годах деревянного здания заводской конторы, фундамент которого был использован при строительстве. 
Ансамбль городской усадьбы состоял из главного дома, флигелей и сада. Левый флигель был отведён для приёма приезжающих по служебным делам чиновников, в правом же располагались канцелярия и помещения для прислуги. Парк при усадьбе, являвшийся главным её украшением, был выполнен на голландский манер и являлся органической частью на переходе от архитектуры дома к прилегающему лесу.
В 1819 году именно в этом доме остановился император Александра I, приехавший в Олонецкую губернию для ознакомления с работой Александровского завода.
Спустя столетие — осенью 1917 года — рабочие Александровского завода реквизировали дом и открыли в нём рабочий клуб. В январе 1918 года здание занял Олонецкий губернский Совет крестьянских, рабочих и солдатских депутатов, провозгласив установление Советской власти в губернии, в августе того же года здесь прошла первая губернская партийная конференция, а в марте 1919 года состоялось общее собрание комсомольцев города и создана Петрозаводская организация Российского коммунистического союза молодёжи. В 20-е годы XX века помимо областного комитета РКП(б) и Коммунистического клуба в здании размещалась также городская партийная школа.
После Великой Отечественной войны здание перешло в ведение Горжилуправления и в условиях нехватки жилья приспособлено под размещение в нём квартир. В 50-х годах в главном доме была размещена детская музыкальная школа, а флигели по-прежнему оставались жилыми. В середине 1970-х все жильцы были расселены, а в 1991 году и музыкальная школа, к тому времени насчитывавшая уже около 500 учащихся, переехала в освободившееся здание горкома ВЛКСМ. В 1976 году было проведено техническое обследование здания, которое выявило его аварийное состояние, поэтому в конце 1970-х—1980-е годы была проведена частичная реставрация.
До 2020 года в Доме горного начальника размещались офисы различных учреждений и организаций. Так, во флигелях расположены экспозиции и фондохранилище Национального музея Республики Карелия, в центральной части — Республиканский центр по государственной охране объектов культурного наследия, зал с эркером используется для репетиций Центром мужского хорового пения Карелии.
В 2019 году было принято решение о проведении капитальной реставрации Дома горного начальника. Здесь планируется организовать музей, посвящённый Чарльзу Гаскойну.

## Архитектура
Архитектура Дома горного начальника, дошедшего до наших дней практически в неизменном виде, относится к стилю классицизма с использованием стиля шотландских городских усадебных домов.
Главное здание усадьбы двухэтажное, деревянное, на высоком каменном цоколе, с вальмовой четырёхскатной крышей, обладает симметричной архитектурной композицией. На лицевом его фасаде выделяется плоский ризалит, который завершается треугольным фронтоном с полукруглым окном. Углы выделены пилястрами, этажи разделены декоративным пояском, а стены завершены карнизом. Деревянные декоративные детали, а также резные оконные наличники окрашены в белый цвет и чётко выделяются на фоне красно-коричневых обшитых тёсом стен.
Двухэтажные каменные флигели пристроены к главному зданию со стороны боковых фасадов и отнесены вглубь от красной линии улицы, образуя небольшие курдонеры с зелёными насаждениями. Их лицевые фасады акцентированы невысокими треугольными фронтонами. Во второй половине XIX века к правому флигелю была пристроена небольшая двухэтажная «служба», выдвинутая на красную линию, несколько нарушив композиционное равновесие усадьбы. С дворовой стороны фасад главного корпуса оформлен упрощённым декором, а флигели выступают вглубь участка и образуют полузакрытую территорию, на которой устроен сад.
Планировка здания изначально являлась анфиладной, с главными помещениями зала и гостиной. К перепланировкам XX века относятся пристройка входа, нарушившая симметрию лицевого фасада, и устройство внутренних перегородок.

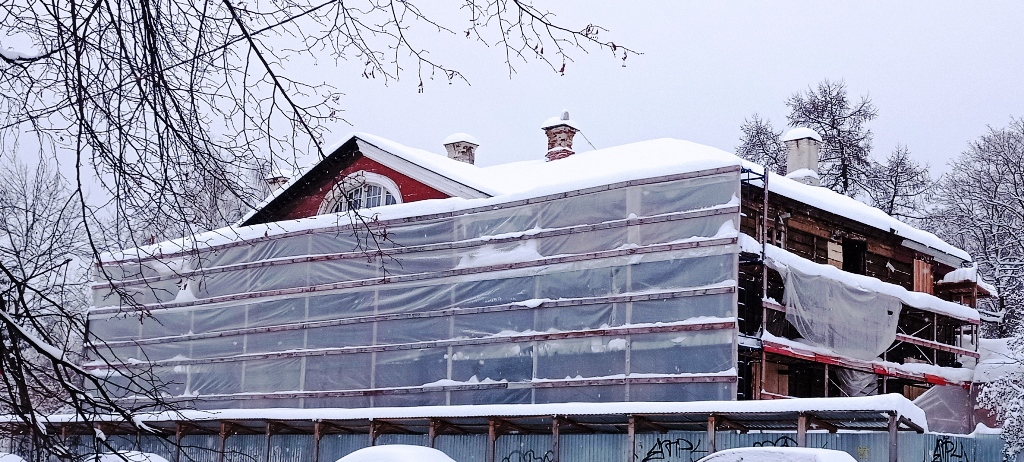
Реставрация (2021)
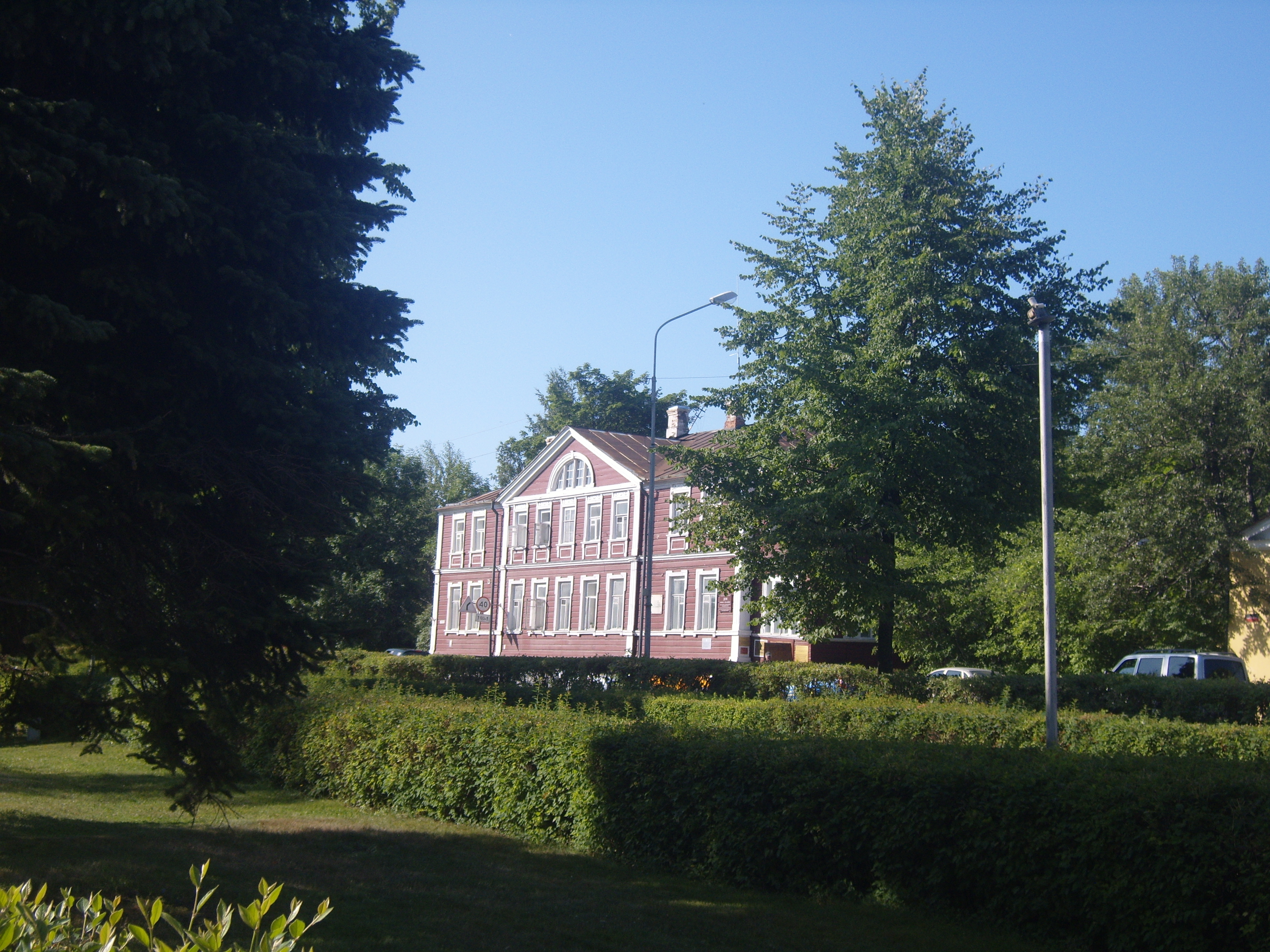
Главный дом. Вид со стороны улицы, от Вечного огня
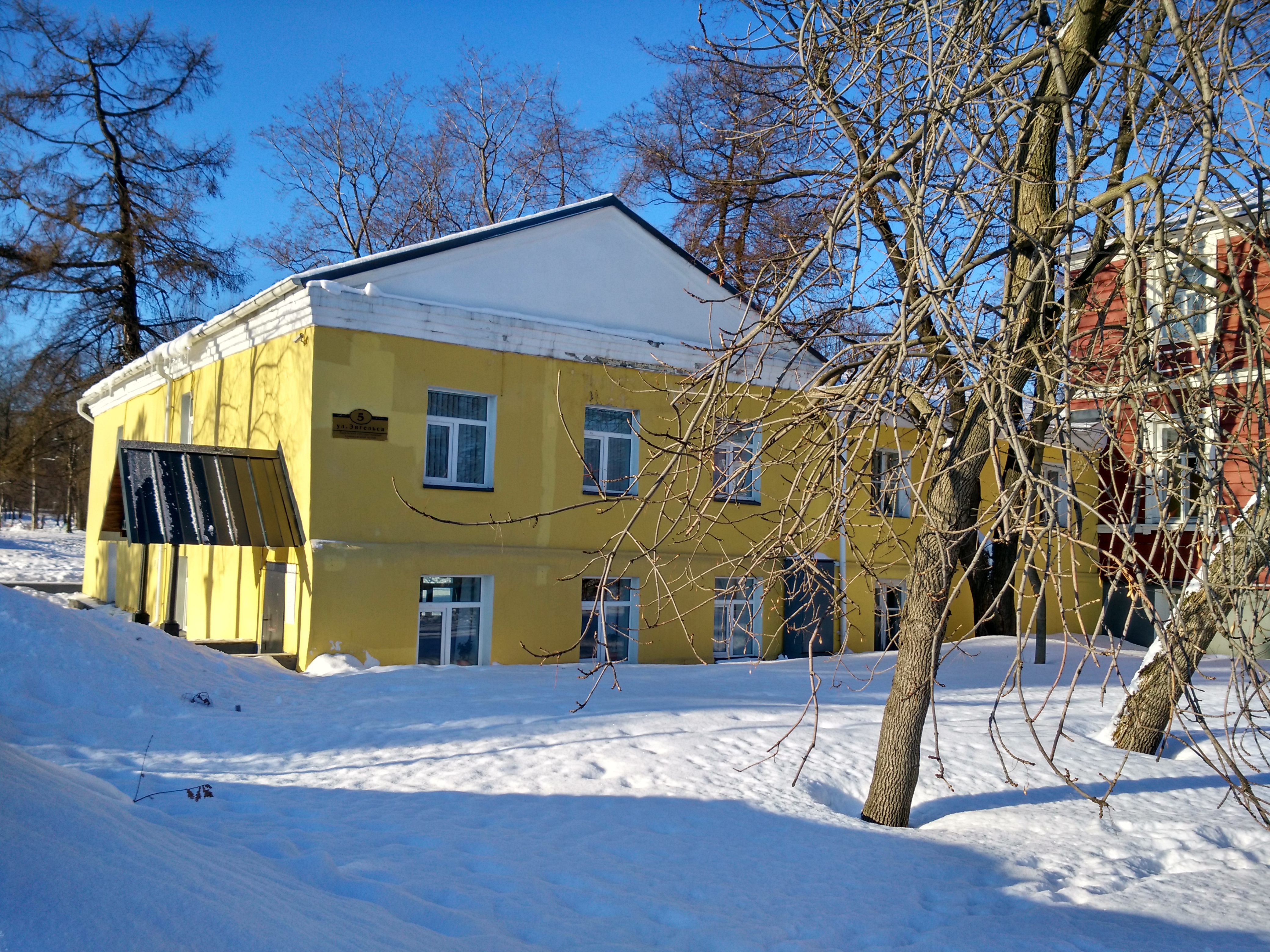
Левый флигель
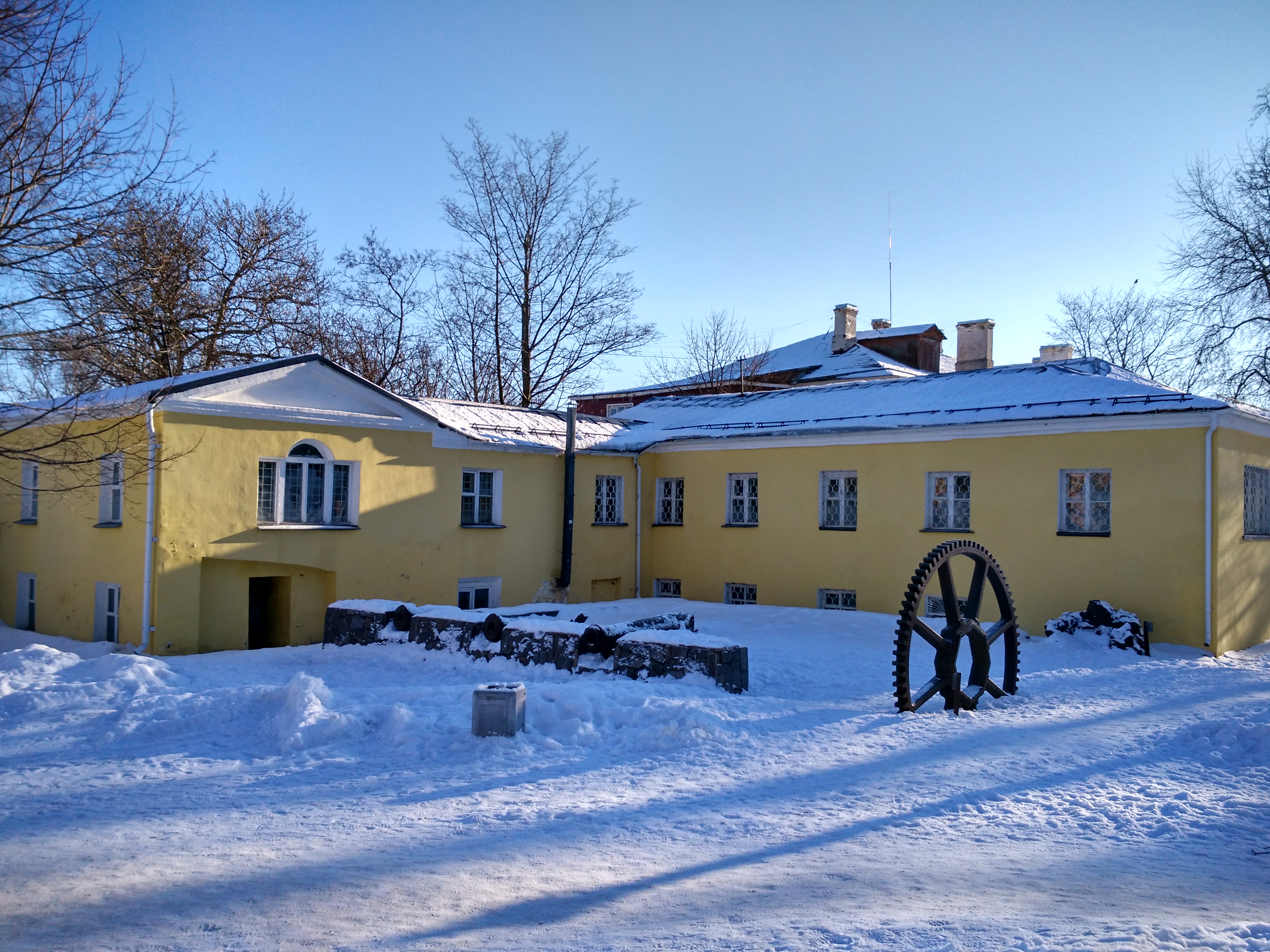
Правый флигель

## Охрана
В 1971 году на основании Постановления Совета Министров Карельской АССР здание по адресу ул. Фридриха Энгельса, 5 было включено в список памятников истории регионального значения, подлежащих государственной охране.